# レビー小体型認知症
レビー小体型認知症（レビーしょうたいがたにんちしょう、英: Dementia with Lewy Bodies; DLB）は1995年の第1回国際ワークショップで提案された新しい変性性認知症のひとつである。日本の小阪憲司らが提唱したびまん性レビー小体病を基本としている。日本ではアルツハイマー型認知症や脳血管性認知症と並び三大認知症と呼ばれている。進行性の認知機能障害に加えて、幻視症状、レム睡眠行動障害とパーキンソン症候群を特徴とする変性性認知症である。
DLBはレビー小体という点でパーキンソン病と基本的には同じ疾患であり、運動症状が主であればパーキンソン病と診断され、認知症症状が主として出現すればレビー小体型認知症と診断されるが、原因が基本的に同一であるため両者を併せもつ症例も多い（後述のPDD参照）。
DLBでは運動のスロー化、手足の震え、幻視、睡眠障害、失神、バランス失調、転倒などを経験する。覚醒状態は日々変化し、はっきりしているときもあれば、短期記憶が失われている日もある。65歳以下が罹患することはまれである。
アルツハイマー型認知症(AD)と同様、DLBに根治方法はないが、理学療法などで症状を改善することはできる。長く治療薬がなかったが、2014年、ドネペジルが進行抑制作用を認められ、世界初の適応薬として認可された。

## 臨床症状
2003年の第3回国際ワークショップの改訂臨床診断基準ガイドラインがよく用いられる（臨床診断基準は2017年に改訂）。この診断基準では必須症状と中核症状、示唆症状、支持症状、除外項目に分かれ、probable DLB、possible DLBといった基準が存在する。それぞれの項目で述べられる臨床症状に関して述べる。

### 必須症状
DLBの必須症状は社会、日常生活機能に障害をもたらす程度に進行する認知機能障害と定義される。認知機能障害は記憶障害で始まることが多いが、DLBでは注意障害や視空間障害、実行機能障害なども生じやすい。
記憶障害
DLBの記憶障害は初期には記銘や保持に比べて想起の障害が目立つとされている。記憶障害はADと比べると軽度とされている。しかし進行するとADと同様に記憶障害や見当識障害、健忘失語などが出現し両者の区別は難しくなる。
他の認知機能障害
DLBの認知機能障害は記憶障害の他に、初期から注意障害、視空間障害、構成障害、実行機能障害などの前頭葉・頭頂葉機能障害に由来する症状を伴うのが特徴である。初期で記憶障害が軽度の場合は長谷川式認知症スケール（HDS-R）やMMSEでは比較的高い点数をしめすがウェクスラー式知能検査など詳細な検査を行うと認知機能障害が明らかになる。簡便な検査ではTrail Making TestやStroop Testなどでも初期から成績が不良になるという報告もある。

### 中核症状
DLBの中核症状には認知機能の動揺、幻視、パーキンソン症候群の3点があげられている。特に幻視やパーキンソン症候群はADの初期には認められないため鑑別に有効である。
認知機能の動揺（fluctuationg cognition）
認知機能の動揺はDLBでは高い頻度で認められる。認知機能の動揺は初期に目立つことが多く、比較的急性に起こり、数分から数時間の日内変動あるいは数週から数か月におよぶ変動が見られることもある。これは注意、覚醒レベルの変動と関連していると考えられる。
幻視
繰り返し現れる幻視はDLBの臨床症状の中で最も特徴的である。典型的には反復性で、具体的で詳細な内容のものであり人物や小動物が家の中に入ってくると表現されることが多い。DLBの幻視がパレイドリア（木が人間に見えたり、壁の染みが顔に見えたりと、対象物が別のものに見える現象である。対象物が木や染みであり、それぞれ人間や顔ではないと理解しているが一度そう思うと、どうしても人間や顔に思えてしまう）と連続性があるという仮説もある。
パーキンソン症候群
パーキンソン症候群はDLBの中核症状のひとつであり診断の時点で25 - 50%に認められるとされている。DLBに必須ではなくほとんどみられない場合もある。パーキンソン症候群が初発のDLBの場合はPDと同様に初期から安静時振戦が認められる典型的な経過をとることが多い。寡動や対称性の筋固縮が主体で、振戦がみられても安静時振戦は目立たず動作時振戦やミオクローヌスが時に認められるような例もある。進行すると姿勢反射障害や歩行障害が出現し、注意障害とあいまって転倒事故などの危険性が増加する。末期になって四肢、体幹の筋固縮が急速に進行する例や垂直性の眼球運動障害を認めることがあり進行性核上性麻痺との鑑別が問題になることもある。認知機能障害が専攻する新皮質型では初期は下肢の脱力と易転倒性がみられる程度で進行しても寡動と筋固縮のみで安静時振戦は末期まで認められないことも多い。
上記2点が該当すればprobable DLBと、1点該当すればpossible DLBと診断する。

### 示唆症状
レム睡眠行動障害（2017年より中核症状となった）
DLBではレム睡眠行動障害がかなりの頻度でみられ示唆症状のひとつである。レム睡眠期に出現するべき骨格筋緊張の抑制を欠くために異常なレム睡眠が生じる。その結果、生々しくぞっとするような夢とともに夢内容に伴う精神活動が行動面に表出され、寝言、大声で叫ぶ、寝具をまさぐるなど夢幻様行動やベッドから飛び出す、暴力などの異常行動を示す。本人には睡眠中におこったようなエピソードの記憶はない。確定診断にはポリソムノグラフィーが必要である。
抗精神病薬に対する過敏性
DLB患者は少量の抗精神病薬投与に対してもパーキンソン症候群の急激な出現や増悪、嚥下障害、過鎮静、意識障害、悪性症候群などの過敏性を示す。このような過敏性を示すのは30 - 50%程度とされている。

### 支持症状
嗅覚障害

便秘（3日以上続くいわゆる頑固な便秘）
アルツハイマー病との鑑別に上記のレム睡眠行動異常、嗅覚障害、便秘が有用との報告がある。
繰り返される転倒や失神、一過性の意識障害
繰り返される転倒は姿勢、歩行、バランスの困難や注意障害、視覚認知障害などによって生じ、特にパーキンソン症候群の強いDLB患者で起こりやすい。失神に関しては脳幹部や自律神経系の機能異常によって生じる迷走神経反射障害によって生じる可能性も示唆されている。いずれにせよこれらの症状はDLBの支持症状であるが、他の認知症でも起こりえる。
自律神経症状

幻視以外の幻覚、妄想

抑うつ
DLBにおける抑うつはADよりも頻度が高い。DLBと診断される前の前駆段階からうつ状態が高率に認められる。当初うつ病と診断されたものの、その後の病気の進行などに伴いDLBに特徴的な症状が現れ、うつ病が実はDLBであったという例もみられる。特に初期のDLBでは注意すべき症状である。

## 検査

### 神経心理学的検査
DLBでは記憶障害がアルツハイマー型認知症に比較して目立たない一方で注意障害、視空間機能障害、構成障害がアルツハイマー型認知症より目立ち、より多くの介助が必要となる。
SDI-DLB
the Subjective Difficulty Inventory in the daily living of people with DLB == SDI-DLB は20項目からなる質問で検査をする。Cut-off値 15/16点で感度 0.88, 特異度 0.79, AUC=0.86 とDLBの診断に有用と考えられている。
HDS-R、MMSE
長谷川式認知症スケールやMMSEの他により簡便な検査としてRDST-Jなども開発されている。RDST-Jはスーパーマーケット課題と数字変換課題で構成されている。
MMSEでは
- (注意と計算)- 5/3×(遅延再生) + 5×(構成) < 5 であれば DLB が疑われる。(感度 82%, 特異度 81%)

COGNISTAT
COGNISTAT（コグニスタット）は記憶課題の難易度がHDS-RやMMSEよりも高いほか、言語や構成、計算などに関する課題も設けられており各得点をプロフィールで示すことができる
ADAS
ADASはADに対する認知機能検査として世界的に用いられている。記憶課題の難易度も比較的高くCOGNISTATと同様に初期の認知症で有効な検査である。日本語版はADAS-Jである。
WMS-R
ウェクスラー記憶検査（WMS-R）は記憶検査の中で最も詳細で難易度も最も高い。WMS-Rは記憶を言語性記憶と視覚性記憶に分けて検討するため、DLBは言語性記憶に比べて視覚性記憶がより低得点になりやすい傾向がある。そのためCOGNISTATやADASよりも負担が大きいものの、MCIにおける軽度の記憶障害でもより的確に評価することができる。
FAB
実行機能検査としてFABの他に、TMT(Trail Making Test)やStroop Testなどが用いられることが多い。
時計描画試験
時計描画試験ではADでは見本をみながら書けば書けるがDLBでは見本をみても書けないことが多い。
ベンダーゲシュタルトテスト
ベンダーゲシュタルトテスト（BGT）を用いるとDLBはADや健常者よりも有意に不良な点数となる。
MoCA（Montreal Cognitive Assessment)
MoCAはMCIをスクリーニングする検査である。視空間・遂行機能、命名、記憶、注意力、復唱、語想起、抽象概念、遅延再生、見当識からなる検査である。日本語版はMoCA-Jという。レビー小体型認知症の検出にも有効と言われている。

### 画像検査
頭部MRI
DLBの頭部MRI所見はADと比べて内側側頭葉領域の萎縮が軽度であること、他の認知症と比較して全体の萎縮程度に有意差がないことが特徴とされている。
FDG-PETとSPECT
D LBでは後頭葉特に一次視覚野の代謝低下や血流低下が特徴的な所見と報告されている。PETではDLBとADの鑑別の感度・特異度ともに80 - 90%であるが、SPECTでは感度・特異度ともに65 - 85%とFDG-PETに比べて低い。
DATイメージング
イオフルパン(123I)(商品名:ダットスキャン静注)を用いたシナプス前ドパミントランスポーター（presynaptic dopamine transporter、DAT）のSPECTイメージングでは、線条体の取り込みの低下が認められる。
MIBGシンチグラフィー
ヨード123標識MIBG（メタヨードベンジルグアニジン）はguanethidineのアナログでアドレナリン性前シナプス後神経終末より取り込まれ交感神経イメージングに用いる物質として確立している。レビー小体型認知症・パーキンソン病では、神経の活性低下を示し、H/M比の低下やwashout rateの亢進で評価される。

### 生理学的検査
睡眠ポリグラフ検査
ポリソムノグラフィーとも呼ばれる。αシヌクレオパチーと呼ばれるレビー小体型認知症、パーキンソン病、多系統萎縮症といった一群の疾患で病理診断と98%で一致したとの報告がある。

## 経過
レビー小体型認知症の臨床経過や予後はアルツハイマー型認知症に比べて多様である。PDやPDDではなく狭義のDLBの臨床経過は典型的には前駆期、初期、中期、後期に分かれる。早期診断を行うには器質障害があきらかではない腰痛、大腿筋肉痛、頻回の失神、就寝中の叫び声、高齢初発のうつ、幻視などの訴えがあった場合にDLBを疑い検査をすることが重要である。
前駆期
前駆期に抑うつ、嗅覚異常、便秘などの自律神経症状、レム睡眠行動障害などの非運動症状が出現するのはパーキンソン病と同様である。特に老年期にうつ病が遷延する場合はDLBへの移行を考える必要がある。これらの既往がある認知症ではDLBを想定する。またせん妄もDLBを疑うエピソードである（DLBの25%、ADの7%でせん妄のエピソードがある）。前駆症状を早期に見出すことが早期診断では重要となる。
初期
初期には必須症状である認知機能障害が出現する。患者は忘れっぽくなったという自覚はあるがMMSEやHDS-Rなどのスクリーニング検査の結果は保たれている。時に記憶障害よりも注意障害や構成障害、視空間障害や実行機能障害が目立つことがあるのも特徴的である。幻視、認知機能の動揺、パーキンソニズムなどがこの時期から現れる場合もある。
中期
認知機能障害はAD病理が通常型もしくはAD型の場合は進行が速いが純粋型の場合は緩徐に進行する。認知機能の動揺は初期に比べて目立たなくなる。認知機能障害の進行に伴って幻視の自覚が失われ幻視から妄想などに反転し行動化しやすくなる。
後期
後期になると認知機能障害はDLBとADで大きな差はなくなる。しかしパーキンソニズムの影響でDLBの方が実際よりも高度に見えることが多い。最終的には寝たきりとなり様々な合併症を併発するようになり呼吸器疾患や循環器疾患などで死亡する。
予後
DLBの平均死亡年齢は68～92歳であり平均罹病期間は3.3～7.3年の幅でありばらつきが多い。全体としては平均罹病期間はADよりも短い。発症から1、2年のうちに急速に症状が悪化して死に至る例もある。

## 診断
Lewy小体型認知症(DLB)の臨床診断基準改訂版(第3回DLB国際ワークショップ)による診断基準やDSM-5によって診断される。おおむね以下の通りである。
- 進行性の認知機能低下をみとめる（記憶障害は病初期には必ずしも起こらない）。
- 注意や覚醒レベルの顕著な変動、幻視、パーキンソン病様の症状（手のふるえ、歩行障害など）を認めやすい。
- 画像診断では、脳血流シンチグラフィやMIBG心筋シンチグラフィが有用である。
- 脳血流シンチグラフィにおいて、後頭葉の血流低下を認める。
- MIBG心筋シンチグラフィにおいて、後期像にて心臓への集積低下を認める。
- 神経心理検査において、他の項目に比べ、図形描写が困難である。

## 臨床診断基準（2017年改訂）

### 中心的特徴
- 進行性の認知機能低下により生活に支障をきたす

### 中核的特徴
- 認知機能の変動
- 繰り返し出現する具体的な幻視
- 誘因のないパーキンソン症状
- レム睡眠行動障害

### 指標的バイオマーカー
- 大脳基底核でドパミントランスポーター取り込み低下（DATイメージング）
- MIBG心筋シンチグラフィで取り込み低下（MIBGシンチグラフィー）
- ポリソムノグラフィにて筋活動の低下を伴わないレム睡眠

### Probable DLB（ほぼ確実にDLB）
- 『中心的特徴』+『中核的特徴2つ以上』
- 『中心的特徴』+『中核的特徴1つ』+『指標的バイオマーカー1つ以上』

### PossibleDLB（DLB疑い）
- 『中心的特徴』+『中核的特徴1つ』
- 『中心的特徴』+『指標的バイオマーカー1つ以上』

## 治療

### 認知機能障害への治療
認知機能障害に対してはコリンエステラーゼ阻害薬やNMDA受容体拮抗薬が用いられる。DLB脳ではアセチルコリン神経の起始核であるマイネルト基底核で神経脱落がADよりも高度であり、病態生理上もコリンエステラーゼ阻害薬はDLBの認知機能障害への効果が期待できる。コリンエステラーゼ阻害薬では徐脈、嘔気、食思不振などの副作用が報告されているがパーキンソニズムの増悪はほとんど認められない。DLBではコリンエステラーゼ阻害薬に対しても錐体外路症状や自律神経症状、精神症状の増悪など過敏性が生じる例もあるが、このような例は少なくADと同様の投与方法で問題はないと考えられている。またNMDA受容体拮抗薬もメマンチンでRCTが行われており有効という結果が出ている。

### BPSDの治療
抗認知症薬
コリンエステラーゼ阻害薬やNMDA受容体拮抗薬いずれもBPSDに有効である。2014年、ドネペジルが効能・効果の承認を受けた。
非定型抗精神病薬
糖尿病がない場合はクエチアピンを用いることが多い。クエチアピンは糖尿病では禁忌のため併用注意となるアリピプラゾールやリスペリドンがしばしば用いられる。
漢方薬
抑肝散などの漢方薬の有効性も報告されている。
抗てんかん薬
レム睡眠行動異常症に対してはクロナゼパムが使用される。過鎮静のリスクからコリンエステラーゼ阻害薬が使用されることもある。
その他
予防的観点から、記憶力や注力などの認知機能を維持する成分（DHA、イチョウ葉エキス、エルゴチオネインなど）を含んだ機能性表示食品の研究も活発に行われている。

### 便秘の治療
各種下剤が用いられる。また治療困難例ではルビプロストンの使用も検討される。

### 起立性低血圧の治療
起立性低血圧に対して、弾性ストッキング、姿勢指導、塩分負荷食、交感神経刺激薬、塩分保持性ステロイドなどを用いる。
| 薬物                             | 商品名          | 作用機序                   |
| -------------------------------- | --------------- | -------------------------- |
| フルドロコルチゾン（0.1～0.3mg） | フロリネフ®     | 循環血液量の増加           |
| エリスロポエチン（6000単位）     | エポジン®など   | 循環血液量の増加           |
| デスモプレシン                   | デスモプレシン® | 循環血液量の増加           |
| ジヒドロエルゴタミン（36mg）     | ジヒデルゴット® | 静脈の交感神経刺激         |
| ミドドリン（4～8mg）             | メトリジン®     | 直接的α2刺激               |
| アメジニウム（20mg）             | リズミック®     | ノルアドレナリン再吸収阻害 |
| ドロキシドパ（600～900mg）       | ドプス®         | ノルアドレナリンの前駆物質 |
| クロニジン（0.225～0.45mg）      | カタプレス®     | 部分的α2刺激               |
| オクトレオチド                   | サンドスタチン® | 食後低血圧の予防           |
| β遮断薬                          |                 | 血管拡張、頻脈の抑制       |
| ピリドスチグミン                 | メスチノン®     | 節前線維神経伝達改善       |

### パーキンソン症候群の治療
パーキンソン病の治療に準ずる。
levodopaなどを用いる。ドパミンアゴニストやレボドパは日中過眠を悪化させる。

## 疫学
レビー小体型認知症の発症年齢は60～80歳代の初老期と老年期に多い。性差は少ないがやや男性に多い。多くは孤発性であり家族歴を持つものは稀である。60歳代以上では認知機能障害が先行ないしパーキンソン症候群と同時に発症する狭義のDLBの形をとることが多いがPDDも少なくない。40歳以下の発症では原則としてはPDDの形をとる。頻度は不明であるが認知症の中では10～30%という報告が多い。精神神経学雑誌では有病率は0 - 5%、認知症に占める割合は 0 - 30.5%と報告されている。

## 歴史
ジェームス・パーキンソンがパーキンソン病では認知機能は障害されないと記載したこともありパーキンソン病の精神症状、認知機能が注目されるようになったのは1970年代からである。レビー小体とはドイツの神経学者フレデリック・レビーによってパーキンソン病変の脳幹で発見され名付けられた封入体である。当時はレビー小体は大脳皮質には出現しないか、出現しても稀で少数であるというのが通説であった。1970年代後半でもパーキンソン病の認知症の大部分はアルツハイマー型認知症の合併であると報告されている。
しかし小阪憲司が1976年以降に認知症とパーキンソン症候群を主症状とし、レビー小体が脳幹の他に大脳皮質や扁桃核にも多数出現する症例を相次いて報告した。その後同様の報告が日本で次々と報告されたが欧米ではあまり報告されなかった。小坂は1980年に20剖検例を用いてレビー小体病（Lewy body disease）を提唱した。また1984年に11剖検例を用いてびまん性レビー小体病（diffuse Lewy body disease）を提唱した。この時に欧米ではびまん性レビー小体病が見逃されている可能性を強調していた。1985年以降、欧米でもびまん性レビー小体病の報告が相次いで認められるようになった。小坂はレビー小体病をレビー小体の分布から脳幹型、移行型、びまん型に分類し、脳幹型がパーキンソン病であり、びまん型がびまん性レビー小体病とした。またびまん性レビー小体病を種々の程度アルツハイマー型認知症の病理所見を伴う通常型と伴わない純粋型に分類するべきであり両者は発症年齢も臨床像も異なると述べた。
1995年にイギリスで第1回国際ワークショップが開催され、名称をレビー小体型認知症と総称することとし、臨床診断基準と病理診断基準が提唱された。その結果は1996年のNeurology誌に掲載された。この臨床診断基準により臨床診断が可能になり欧米ではアルツハイマー型認知症に次ぐ2番目に多い認知症であることがわかった。またレビー小体の主な構成成分がαシヌクレイン蛋白であることがあきらかになり免疫染色で病理診断が容易になった。1998年にオランダで第2回国際ワークショプ、2003年にイギリスで第3回国際ワークショップが開かれそれぞれで臨床診断基準や病理診断基準の改訂が行われた。2003年のワークショップの結果は2006年のNeurology誌に掲載された。この新しい病理基準ではレビー病理やAD病理の相対的割合を考慮したものであり、これらの病理が臨床症候群にどの程度関与するかのlikelihoodという考え方を提案した。2006年には第4回国際ワークショップを日本で行った。2013年に発行したDSM-5ではNCDLBとNCDPDというレビー小体型認知症（DLB）と認知症を伴うパーキンソン病（PDD）に相当する病名が誕生した。
DLBとPDDの関係に関しては第1回国際ワークショップから言及されている。臨床的にはパーキンソン症候群から認知症発現まで1年未満ならばDLBと診断するが1年以上であればPDDと診断するone-year-ruleが記載された。2006年の改定された臨床・病理診断基準ガイドラインではDLBとPDDは臨床経過の相違とlevodopaの反応性の相違の他は認知機能障害のプロフィール、注意障害、精神症状、睡眠障害、自律神経症状、抗精神病薬に対する感受性の亢進、パーキンソン症候群のタイプと重症度、コリンエステラーゼ阻害薬の効果などの臨床症状の多くの部分で共通していることを指摘している。病理学的にもDLBとPDDではレビー病理の分布と程度、AD病理の程度においては差が認められるもののPD、PDD、DLBには連続性がみられ、剖検からはDLBとPDDはほとんど同じで区別できない。
PDDとDLBの間には本質的な違いは見いだせず、Lewy小体病（LBD)のうち、運動障害が先行したものはPDD、認知障害が先行したものはDLBであると考えられる。